# Rivoluzione brasiliana del 1930
La rivoluzione del 1930 (in portoghese Revolução de 1930) fu un'insurrezione armata in tutto il Brasile che pose fine alla Vecchia Repubblica. La rivoluzione sostituì il presidente in carica Washington Luís con il candidato presidenziale sconfitto e leader rivoluzionario Getúlio Vargas, concludendo l'egemonia politica di un'oligarchia vecchia di quattro decenni e dando inizio all'Era Vargas.
Per la maggior parte della fine del XIX e dell'inizio del XX secolo, la politica brasiliana era stata controllata da un'alleanza tra gli stati di San Paolo e Minas Gerais. La presidenza si era ampiamente alternata tra i due stati ad ogni elezione fino al 1929, quando il presidente in carica Washington Luís dichiarò che il suo successore sarebbe stato Júlio Prestes, anche lui di San Paolo. In risposta al tradimento dell'oligarchia, Minas Gerais, Rio Grande do Sul e Paraíba formarono una "Alleanza liberale", sostenendo il candidato dell'opposizione Getúlio Vargas, presidente del Rio Grande do Sul.
Quando Prestes vinse le elezioni presidenziali del marzo 1930, l'Alleanza denunciò la sua vittoria come fraudolenta, sebbene nessun fervore rivoluzionario persistesse fino alla fine di luglio, quando il compagno di corsa di Vargas, João Pessoa, venne assassinato. Sebbene l'assassinio fosse stato in gran parte il risultato di una faida personale, Pessoa divenne un martire per la causa rivoluzionaria. Il 3 ottobre, il Rio Grande do Sul, sotto la guida di Vargas e Goís Monteiro, scoppiò in una ribellione. Il giorno successivo, la rivoluzione aveva raggiunto il Nord ed il Nordest sotto Juarez Távora, e Minas Gerais dichiarò formalmente fedeltà alla rivoluzione entro una settimana dal suo inizio nonostante una minore resistenza.
I capi militari, agendo indipendentemente dal governo o dai rivoluzionari, e preoccupati del potenziale di una lunga guerra civile nel paese, guidarono rapidamente un colpo di stato militare per deporre Luís a Rio de Janeiro, la capitale, il 24 ottobre. Sperando di scoraggiare ulteriori spargimenti di sangue, tre alti ufficiali militari, i generali Augusto Tasso Fragoso, João de Deus Mena Barreto e l'ammiraglio Isaías de Noronha formarono una giunta militare e governarono brevemente il paese per meno di due settimane. Dopo i negoziati tra i rivoluzionari e la giunta, Vargas arrivòii a Rio, prendendo il potere dalla giunta il 3 novembre. Per i successivi sette anni, Vargas avrebbe eseguito un consolidamento del potere senza precedenti attraverso governi transitori fino a proclamare la sua dittatura dell'Estado Novo nel 1937 attraverso un colpo di stato militare. Vargas venne costretto a lasciare l'incarico solo nel 1945.

## Cause

### La crisi economica
Dal 1900, il Brasile produceva il 75% della fornitura mondiale di caffè. Tuttavia, da allora il prezzo del caffè era sceso e nel 1906 gli stati di Rio de Janeiro, Minas Gerais e San Paolo, i più grandi stati produttori di caffè, firmarono un accordo per limitare le esportazioni e la produzione per manipolare il prezzo del caffè. Il tentativo di alzare il prezzo del caffè fallì ma ne impedì un ulteriore calo.
Il Brasile registrò un'inflazione elevata dopo la prima guerra mondiale, ma la sua economia vide grandi miglioramenti negli anni '20. Sebbene ancora dipendenti dalle esportazioni di caffè, i prezzi mondiali del caffè brasiliano erano più che raddoppiati nel 1925, con un leggero calo in seguito. L'economia subì turbolenze con il crollo di Wall Street del 1929 e i prezzi del caffè diminuirono drasticamente a causa del fallimento dell'economia. La mobilitazione dei lavoratori dell'industria durante quel periodo fu un'altra delle principali cause della rivoluzione.
Osvaldo Aranha, che divenne il primo ministro della Giustizia e degli Affari Interni dopo la rivoluzione, descrisse lo stato del paese poco dopo la rivoluzione:

### La tradizione delcafé com leite
La vita politica della Prima Repubblica (1889-1930) fu dominata da un'alleanza tra gli stati di San Paolo e Minas Gerais. Una pratica oligarchica nota come politica del caffellatte, combinava i produttori di caffè di San Paolo con l'industria lattiero-casearia che dominava il Minas Gerais. Sfruttando il loro potere economico e la loro influenza, essi permisero ai due stati di alternarsi alla presidenza.

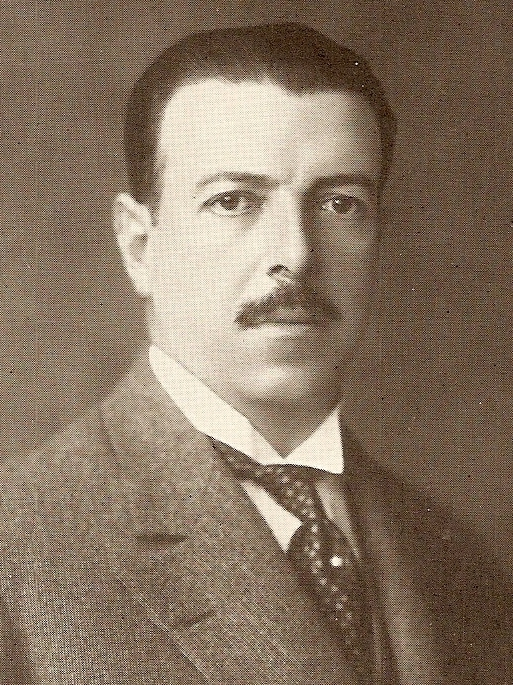
Júlio Prestes, il candidato presidenziale del 1930 del Partito Repubblicano Paulista, sostenuto da Washington Luís e da San Paolo.

Il paulista Washington Luís vinse le elezioni presidenziali brasiliane del 1926 con il 98% dei voti e la sua amministrazione fu un insolito periodo di prosperità, pace domestica e tranquillità. Secondo la tradizione del caffè con il latte, il candidato per le elezioni del 1930 avrebbe dovuto essere Antônio Carlos Ribeiro, il governatore del Minas Gerais. Tuttavia, il sostegno di Ribeiro all'istruzione religiosa obbligatoria nelle scuole pubbliche statali, unito allo stretto rapporto tra Luis e Júlio Prestes, il governatore di San Paolo, guidò il Partito Repubblicano Paulista a sostenere invece Prestes.
Ciò creò un'opposizione anti-Prestes, principalmente nel Minas Gerais, nel Paraíba e nel Rio Grande do Sul. I tre stati formarono una "Alleanza Liberale" sostenendo Getúlio Vargas, il governatore del Rio Grande do Sul, come presidente del Brasile. João Pessoa, un politico di Paraíba, venne scelto come suo compagno di corsa. Nel 1929, Ribeiro fece un discorso in cui affermava:

### Il tenentismo
Il dissenso nell'esercito brasiliano portò ad un'ideologia del tenentismo. Il movimento era composto da giovani ufficiali (tenentes, che significa tenenti) contrari al sistema federale oligarchico della politica del caffè e del latte. Nel 1922, la prima di numerose rivolte militari di membri del tenentismo ebbe luogo al Forte di Copacabana in Rio de Janeiro e costò la vita a 16 giovani ufficiali che facevano parte del movimento. I tenentes avrebbero successivamente appoggiato la nomina di Vargas alla presidenza ed assistito alla rivoluzione.

### Le elezioni generali del 1930
Le elezioni presidenziali si tennero il 1º marzo 1930 e diedero la vittoria a Prestes, che ottenne 1 091 709 voti contro i 742 794 dati a Vargas. Notoriamente, Vargas aveva quasi il 100% dei voti nel Rio Grande do Sul, 287 321 contro i 789 di Prestes.
L'Alleanza Liberale rifiutò di accettare la validità delle elezioni e affermò che la vittoria di Prestes era stata dovuta a brogli. In realtà, entrambe le parti avevano manipolato l'elettorato. Ciò portò ad una cospirazione con sede nel Rio Grande do Sul e nel Minas Gerais. Tuttavia, una battuta d'arresto alla cospirazione si verificò quando Siqueira Campos, un rivoluzionario, morì in un incidente aereo.
Il 26 luglio 1930, João Pessoa, compagno di corsa di Vargas nelle elezioni del 1930, venne assassinato da João Dantas a Recife per motivi politici e personali. Quello divenne il punto critico per la mobilitazione armata, e l'anarchia ne seguì nella capitale del Paraíba come risultato dell'omicidio. La capitale del Paraíba venne anche ribattezzata João Pessoa in suo onore. L'omicidio di Pessoa contriibuì a creare un clima favorevole alla rivoluzione e promosse il cambiamento sociale, poiché il governo venne ritenuto responsabile del suo omicidio.

## La rivoluzione
La rivoluzione del 1930 doveva iniziare il 26 agosto, ma la data venne posticipata per consentire alla Brigada Militar del Rio Grande do Sul di partecipare al movimento. Vargas, ora incaricato di scegliere una data, decise invece di iniziare alle 17:30 del 3 ottobre nel Rio Grande do Sul.

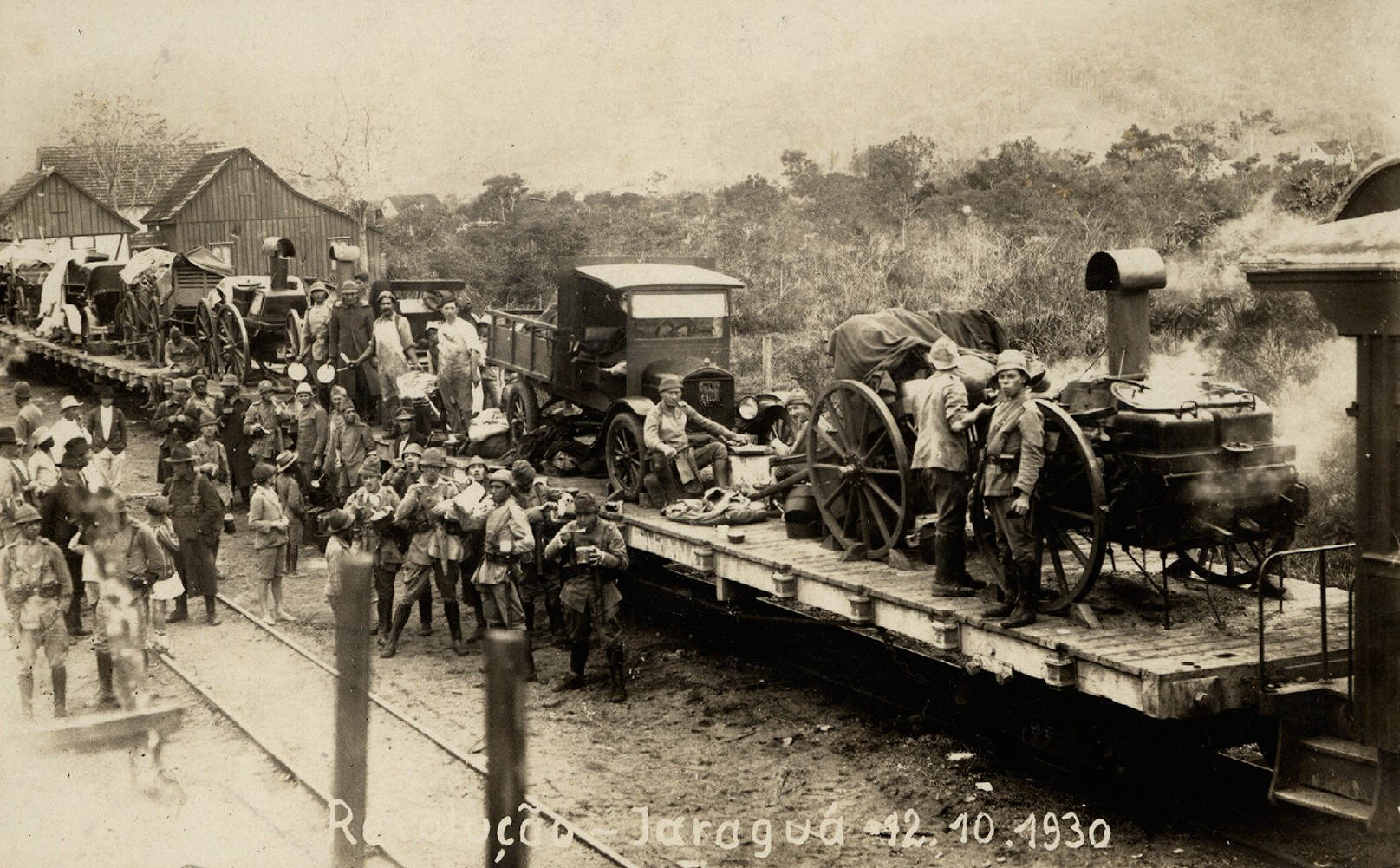
Truppe dell'esercito dispiegate nel sud del Brasile.

### Sud del Brasile
Vargas attirò il generale Gil de Almeida, che era a capo della terza regione militare brasiliana, in un falso senso di sicurezza a Porto Alegre, la capitale del Rio Grande do Sul. Quindi, alle 22:00  del 3 ottobre i rivoluzionari avevano rivendicato la città di Porto Alegre ed avevano sconfitto Almeida e le sue truppe gaucho, al costo di 20 morti.
Aranha e Flores da Cunha guidarono un attacco al quartier generale militare nello stato insieme a 50 uomini e catturarono il quartier generale ed il suo comandante. João Alberto guidò un movimento con membri della Brigada che conquistò con successo un deposito di armi sulla collina del Menino Deus. L'8 ottobre, il Ministero della Guerra continuò a riferire che le forze militari nel Rio Grande do Sul erano ancora fedeli al governo. In realtà, tuttavia, i rivoluzionari avevano controllato l'intero stato entro il 10 ottobre. A São Borja si formò una piccola resistenza, ma il reggimento assediato fuggì attraverso il fiume Uruguay verso l'Argentina.
La rivoluzione procedette relativamente senza intoppi nello stato di Santa Catarina. Nella capitale costiera dello stato, Florianópolis, tuttavia, l'ammiraglio Heraclito Belford rifiutò la richiesta di Aranha di entrare nella capitale e sparò sui rivoluzionari che si avvicinavano alla città sebbene la rivoluzione avesse il controllo della maggior parte dello stato. Belford, con cinque cacciatorpediniere, una nave da ricognizione ed un incrociatore, ritardò il movimento nella capitale e rimase fino al 24 ottobre, quando venne interrotta l'elettricità.

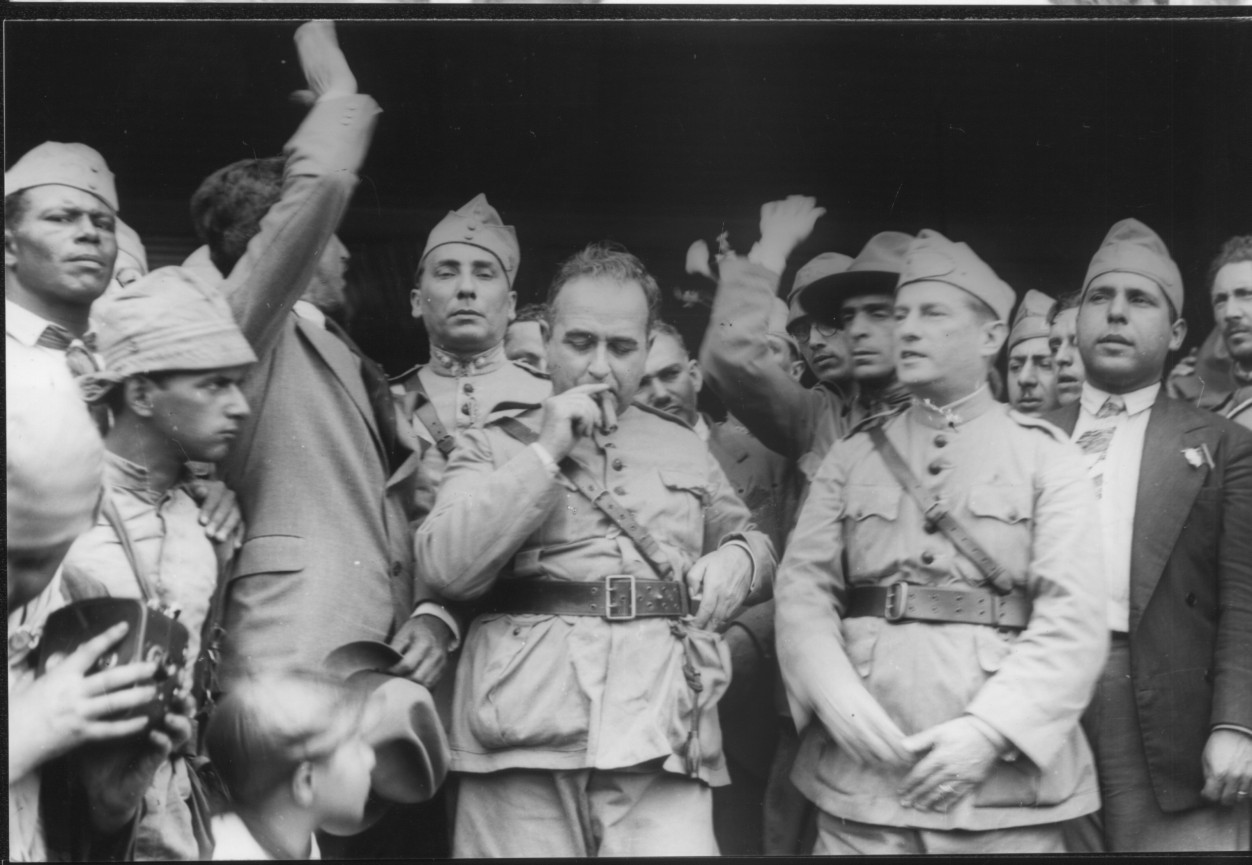
Getúlio Vargas in un momento di relax.

Il 5 ottobre, nello stato del Paraná, il generale Plinio Tourinho consigliò a Vargas che sarebbe stato sicuro per lui stabilire il suo quartier generale in quelle che ora erano le prime linee della rivoluzione. Nel sud-est del paese, il nuovo presidente dello stato del Minas Gerais, Olegario Maciel, lanciò un proclama rivoluzionario a tutti gli amministratori locali dello stato, con la polizia di stato che arrestò e riunì gli ufficiali federali. Il ben fornito 12º Reggimento fanteria, tuttavia, si difese nella capitale dello stato fino all'8 ottobre.

### Nordest del Brasile
Nel nord-est del paese, la rivoluzione fu lenta a prendere piede, principalmente a causa di una lite tra Aranha ed il capitano Juarez Távora. Távora insistette sul fatto che la rivoluzione avrebbe dovuto iniziare all'alba del 4 ottobre, invece del 3 ottobre, quando iniziò nel sud. Il risultato fu che gli ufficiali federali nel nord-est vennero avvertiti della rivoluzione prima che i rivoluzionari fossero pronti a combattere. Nello stato di Pernambuco, il presidente dello stato filo-federale ed ex vicepresidente del paese, Estácio Coimbra, ed i rivoluzionari formarono rapidamente ostilità. Con la guida strategica di Carlos Lima Cavalcanti, i civili iniziarono a distruggere la stazione telefonica. Un ex ufficiale di polizia di Pernambucoattaccò un deposito di munizioni a Soledade, nel Paraíba, uno stato dell'Alleanza Liberale che si era unito alla causa, insieme a 16 uomini e le armi vennero distribuite al pubblico.

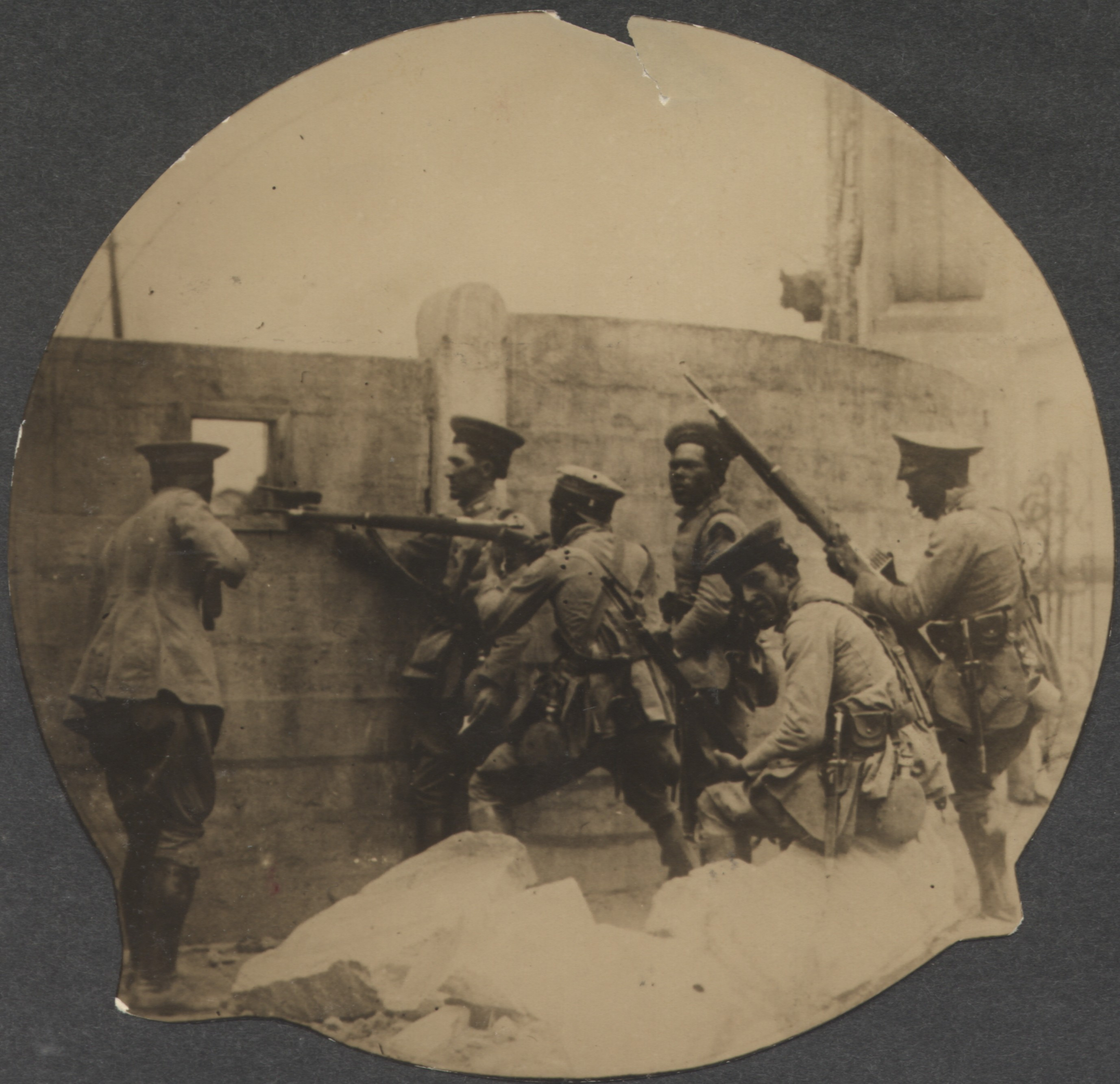
Soldati in combattimento durante la rivoluzione.

Távora ei suoi uomini entrarono e conquistarono la capitale dello stato, Recife, che era già controllata da Cavalcanti. La conquista di Recife provocò 38 morti e 120 feriti, e Távora continuò in tutto il nord-est, dove i governi statali continuavano a crollare nelle mani dei rivoluzionari.
Lo stato di Bahia era ora invaso da Juraci Magalhães, dove si verificò un tentativo di controrivoluzione. L'ex presidente del Maranhão e senatore Magalhães de Almeida si offrì volontario per recuperare il suo stato dai rivoluzionari e restituirlo a Luís. Luís permise ad Almeida di recuperare il suo stato se avesse anche sostenuto i lealisti filo-federali nello stato del Pará. Magalhães, ora a bordo di una nave doppiamente armata di cannoni, pianificò di bombardare la capitale del Maranhão dal mare, ma interruppe la sua spedizione poiché la giunta di governo dello stato intendeva giustiziare i prigionieri filo-federali se il senatore avesse intrapreso un'azione. La controrivoluzione finì e Magalhães venne arrestato.

### Il colpo di stato militare

#### La pianificazione
Il 19 ottobre, il popolare cardinale Sebastião Leme, arcivescovo di Rio de Janeiro, arrivato nella capitale da Roma. Due giorni prima era stato convinto da Cavalcanti che, nell'interesse della pace, avrebbe dovuto procurare le dimissioni di Luís. Quando Leme cercò di discuterne con Luís, il presidente rispose: "Cosa! Allora Vostra Eminenza dubita della lealtà dei miei generali!"
Molti generali credevano che la continua testardaggine del presidente fosse inutile e temevano una guerra civile. Uno di questi generali era Augusto Tasso Fragoso, l'ex capo di stato maggiore dell'esercito, che in precedenza aveva detto all'ex deputato del Rio Grande do Sul Lindolfo Collor che avrebbe potuto unirsi alla rivoluzione se si fosse estesa a livello nazionale. Dopo aver assistito alla messa per un generale che era stato ucciso nel Paraíba, Tasso Fragoso disse al generale João de Deus Mena Barreto che una ribellione a Rio sembrava imminente. Mena Barreto era sollecitato dal suo capo di stato maggiore, il colonnello Bertoldo Klinger, a nome di un gruppo di giovani ufficiali, ad intervenire per porre fine alle ostilità in un colpo di stato militare favorevole ai rivoluzionari. Preoccupato per la gerarchia militare, Mena Barreto suggerì a Tasso Fragoso, l'ufficiale più anziano, di dirigere il movimento. La mattina del 23 ottobre, però, uno dei figli di Mena Barreto convinse Tasso Fragoso a guidare il movimento.
Mena Barreto disse a Klinger di scrivere un ultimatum al presidente. Molti erano riluttanti a firmarlo, ma Klinger ricevette l'approvazione da membri chiave dello stato maggiore dell'esercito. Quello che veniva proposto era un "colpo di stato di pacificazione". Tasso Fragoso riformulò il documento di Klinger per farlo sembrare più un appello al presidente. Tasso Fragoso, Mena Barreto e i loro associati si riunirono la notte del 23 ottobre al Forte di Copacabana per pianificare la cacciata e ricevettero notizie favorevoli dalla Polizia Militare e dalla caserma periferica di Vila Militar.

#### L'esecuzione

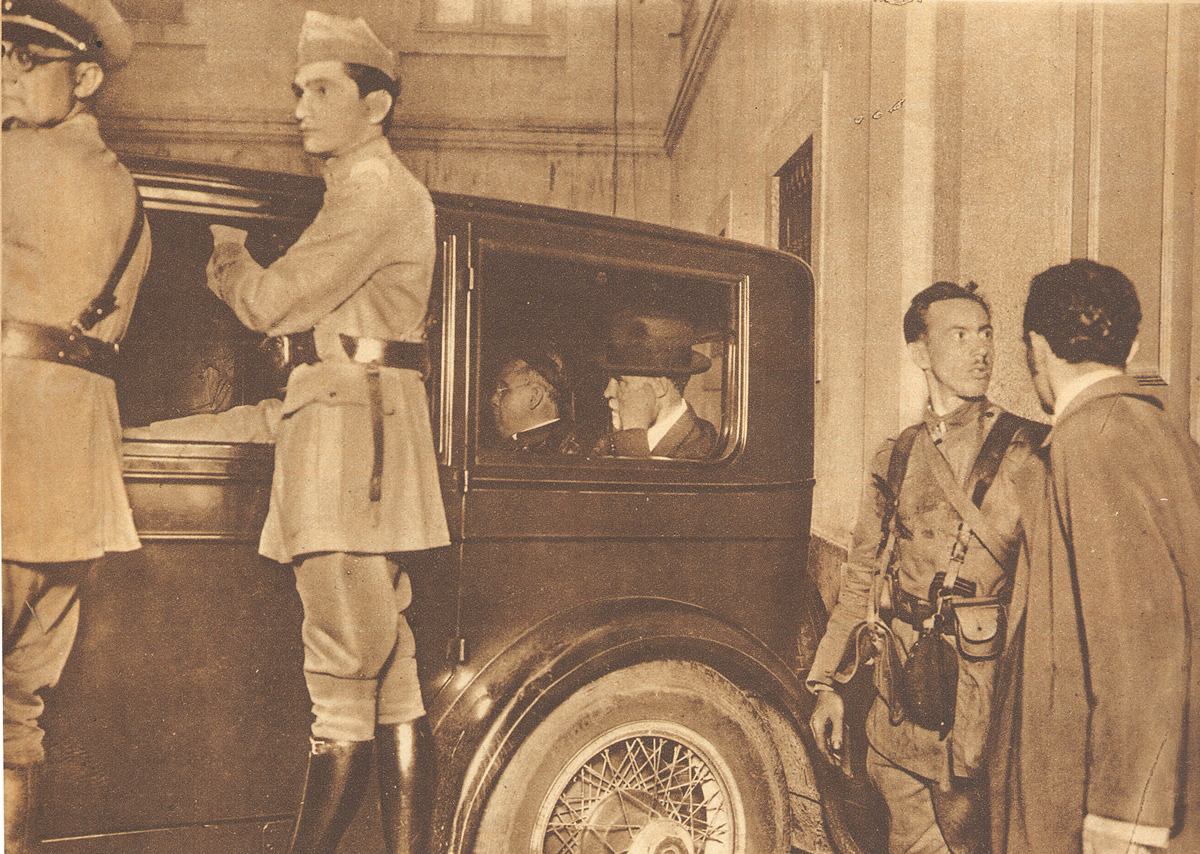
Il presidente deposto Washington Luís lascia il Palazzo Guanabara, la residenza ufficiale (24 ottobre).

L'operazione per deporre il presidente venne avviata la mattina del 24 ottobre. Prima dell'alba, il ministro della Guerra e comandante della 1ª Regione Militare venne a parlare con Luís, e divenne chiaro che la situazione era insostenibile e irreversibile. Poco prima delle 9 , Leme chiamò per parlare con il ministro degli Affari Esteri Otávio Mangabeira a cui era stato detto che il Forte di Copacabana aveva ordinato al Presidente di andarsene entro le 11:00 e, come avvertimento, avrebbero iniziato sparando polvere secca dopo le 9:00. Luís stabilì che sua moglie ed altre signore nel Palazzo Guanabara, la residenza di Luís, sarebbero state evacuate e avrebbero cercato rifugio nella casa dei loro amici a Cosme Velho. Mentre se ne andavano iniziarono i colpi di polvere secca, che spaventarono l'intera popolazione di Rio.
L'appello di Klinger, firmato dai generali, apparve presto sulla stampa. Di conseguenza, la folla iniziò presto a dare fuoco con entusiasmo ai giornali filogovernativi. Nel frattempo, le truppe ribelli vennero spostate dal reggimento di Praia Vermelha al Palazzo di Guanabara. Il movimento venne ostacolato solo da folle di civili armati che speravano di unirsi alla marcia. Il presidente radunò i presenti e permise loro di andarsene, ma nessuno lo fece e tutti rimasero al suo fianco. Sebbene al presidente fosse stato detto che poteva contare su 2 600 soldati, la brigata di polizia a difesa del Palazzo di Guanabara scelse di non opporre resistenza. Entrarono Tasso Fragoso e Mena Barreto, oltre ad Alfredo Malan d'Angrogne. Trovarono il presidente, che si alzò per parlare con loro, seduto solennemente in una piccola stanza buia e circondato dal suo governo, dai figli, da alcuni amici e da membri del Congresso. In lontananza si sentivano grida di scherno dalla folla fuori.
Secondo lo storico John W. F. Dulles, "Il presidente rimase in tutto e per tutto l'uomo orgoglioso che avrebbe adempiuto al suo dovere come lo vedeva". "Solo a pezzi me ne andrò da qui", disse il presidente ai suoi ministri. Disse che c'erano ancora soldati per difendere il suo governo. Si sbagliava completamente, e Tasso Fragoso in seguito spiegò: "Nessuno voleva che suo figlio indossasse un'uniforme e morisse combattendo un uomo francamente separato dall'interesse comune". Dopo essersi inchinato, Tasso Fragoso offrì a Luís la sua vita a cui il presidente proclamò, con tono fermo e asciutto: "L'ultima cosa che amo in un momento come questo è la mia vita. Il mio sangue bagnerà il suolo affinché possa emergere un Brasile migliore , una vera rigenerazione nazionale." Dopo che Luís si rifiutò di dimettersi e le tensioni raggiunsero l'apice, il generale rispose: "Vostra Eccellenza sarà responsabile delle conseguenze" e Luís accettò. Inchinandosi nuovamente, Tasso Fragoso se ne andò.
Quel pomeriggio il cardinale Leme, recatosi dal presidente su richiesta di Tasso Fragoso, gli disse che i generali avevano stabilito il loro governo provvisorio al primo piano del Palazzo di Guanabara. Egli usò la sua influenza su Luís per allontanarlo dall'incarico in sicurezza. Notando il cattivo umore della folla, Leme affermò che il Forte di Copacabana sarebbe stato il posto più sicuro per il presidente e convinse i generali a concordare che gli sarebbe stato permesso di salpare per l'Europa senza indugio. Coloro che erano al suo fianco furono d'accordo, alle 17:00 egli acconsentì e venne portato al Forte di Copacabana. Nella limousine presidenziale con Luís c'erano Leme, Tasso Fragoso e molti altri. Il presidente spiegò a Leme: "Da questa mattina sono prigioniero in questa stanza, con il palazzo ed i giardini invasi dai soldati. Me ne vado, inchinandomi alla violenza".

### La giunta pacificatrice

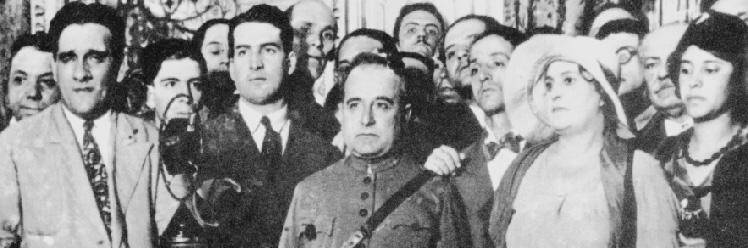
Vargas (al centro; in uniforme), vicino a sua moglie Darci Vargas (seconda a destra), nel Palazzo di Catete, dopo il suo arrivo a Rio de Janeiro, il 31 ottobre 1930.

All'indomani del colpo di stato, il presidente era stato sostituito da un governo provvisorio di tre uomini o "giunta pacificatrice", composta da Tasso Fragoso, Mena Barreto e dall'ammiraglio Isaías de Noronha. Nominando funzionari e informando i fronti combattenti di ciò che stava accadendo a Rio, non implicavano che avrebbero trasferito il potere a coloro che avevano avviato la rivoluzione il 3 ottobre. Le loro intenzioni divennero meno chiare dopo che Klinger, il nuovo capo della polizia di Rio de Janeiro, promise di reprimere qualsiasi manifestazione popolare nella capitale che avesse promosso la rivoluzione. Sebbene le forze antirivoluzionarie avessero deposto le armi e la battaglia di Itararé non fosse mai avvenuta (scherzosamente indicata come quella che sarebbe stata la "più grande battaglia nella storia dell'America Latina"), Távora affermò di non riconoscere la giunta e così continuò a marciare con le sue truppe verso Salvador, la capitale del Bahia. Le folle causarono il caos a Rio mentre si stava elaborando il trasferimento del governo a Vargas.
Alla fine, il 28 ottobre venne raggiunto un accordo tra Osvaldo Aranha e Collor, emissari di Vargas, e Tasso Fragoso. Il primo aveva inviato un messaggio alla giunta pochi giorni prima in cui affermava che i rivoluzionari "non possono fermarsi in mezzo alla strada". Dopo che Vargas arrivò a Rio il 31 ottobre, secondo Bourne, "l'acclamazione fu tumultuosa. Le persone in vita oggi successivamente deluse da Vargas come presidente, possono ricordare l'inebriante sensazione che stesse sorgendo una nuova era". La giunta cedette il potere a Vargas il 3 novembre, un mese dopo lo scoppio della rivoluzione, dando inizio ad una presidenza di quindici anni. Circa una settimana dopo, l'11 novembre, egli emanò un decreto in cui si concedeva poteri dittatoriali. Alcuni ministri nominati dalla giunta vennero mantenuti, come il membro della giunta Noronha, che divenne ministro della marina.

## Conseguenze

### Le rivolte
Dopo che Vargas aveva assunto il controllo come presidente ad interim, scoppiarono tre rivolte in Brasile durante il suo regno. La prima fu la rivoluzione costituzionalista del 1932, guidata da San Paolo. La rivoluzione portò ad una nuova costituzione il 16 luglio 1934, che ha portato Vargas ad essere eletto dai delegati nelle elezioni presidenziali brasiliane del 1934.
Una rivoluzione comunista scoppiò nel 1935, ma essa, come la rivoluzione del 1932, venne effettivamente soppressa. Tuttavia, una rivoluzione fascista nel 1938 portò a una crisi politica. Vargas, in nome della legge e dell'ordine, abrogò la costituzione, abolì i partiti politici, cancellò le elezioni presidenziali del 1938 e promulgò una nuova costituzione: la Costituzione dell'Estado Novo del 1937. I poteri di Vargas vennero ampliati in modo esponenziale: abolì l'assemblea legislativa e sostituì la maggior parte dei governatori statali con uomini che approvava, il che portò alla mancanza di qualsiasi controllo sui suoi poteri e diede inizio alla Terza Repubblica brasiliana, meglio conosciuta come Estado Novo, in cui Vargas divenne essenzialmente un dittatore con poteri illimitati dal 1937 al 1945.